# Waterbury Airport
Pour les articles homonymes, voir Waterbury.
L’aéoroport de Waterbury (code FAA : N41), est un aéroport situé à Plymouth, dans l'État du Connecticut, aux États-Unis.

## Installations
Il est situé à quatre miles au nord du quartier d'affaires, et contient deux pistes. La plus longue, 17/35, est faite de gazon et mesure 2 005 x 135 pi (611 x 41 mètres).

## Traffic
Pour la période de 12 mois se terminant le 31 décembre 2007, l'aéroport a enregistré 15 695 activités aériennes, soit une moyenne de 43 par jour: 99% concernaient l'aviation générale locale, et le 1% restant concernait les vols en transit. 
À l'époque, il y avait 14 avions basés à l'aéroport: 71% étaient monomoteurs, 14% des planeurs, et 14% des ulms.